# Kaplanköy (Yukarıbey), Bergama
Kaplan, Yukarıbey là một xã thuộc huyện Bergama, tỉnh İzmir, Thổ Nhĩ Kỳ. Dân số thời điểm năm 2010 là 414 người.